# Eric Healey
Eric Healey (* 20. Januar 1975 in Hull, Massachusetts) ist ein ehemaliger US-amerikanischer Eishockeyspieler, der zuletzt beim EHC Black Wings Linz in der Österreichischen Eishockey-Liga spielte.

## Karriere
Der 1,80 m große Flügelstürmer begann seine Karriere im Team des Rensselaer Polytechnic Institute im Spielbetrieb der National Collegiate Athletic Association, bevor er 1998 zu den Saint John Flames in die American Hockey League wechselte.
2003 gewann er in der AHL den Fred T. Hunt Memorial Award. Bis 2004 spielte der Linksschütze für verschiedene Teams in der American Hockey League, wechselte in die Deutsche Eishockey Liga zu den Adler Mannheim, für die er eine Spielzeit lang auf dem Eis stand. Zur Saison 2005/06 unterschrieb Healy einen Vertrag in der Organisation der Boston Bruins, für die er in dieser Saison seine bisher einzigen beiden NHL-Einsätze absolvierte. Die meiste Zeit verbrachte er bei den Providence Bruins, dem AHL-Farmteam des Franchises aus Boston. Über die Springfield Falcons gelangte er 2007 zum neuen AHL-Franchise Lake Erie Monsters, ehe er zur Saison 2008/09 zum Mora IK in die zweitklassige schwedische HockeyAllsvenskan wechselte. Im September 2009 wurde er von den EC Graz 99ers verpflichtet und bestritt die darauffolgende Saison erstmals in der österreichischen Eishockey-Liga. Für die Saison 2010/11 haben sich die Black Wings Linz die Dienste des Topscorers der regulären Saison 2009/10 gesichert.
Healey konnte die Leistungen des Vorjahres in Linz nicht bestätigen, woraufhin sich die Black Wings nach 19 Spielen von dem Stürmer trennten. Daraufhin beendete er seine Karriere als Profispieler.

## Erfolge und Auszeichnungen
| - 1997 ECAC Second All-Star Team - 1997 NCAA East Second All-American Team - 1998 ECAC First All-Star Team - 1998 NCAA East Second All-Star Team | - 2002 Teilnahme am AHL All-Star Classic - 2003 Fred T. Hunt Memorial Award (gemeinsam mit Chris Ferraro) - 2005 Deutscher Vizemeister mit den Adler Mannheim - 2006 Teilnahme am AHL All-Star Classic |

## Karrierestatistik
(Legende zur Spielerstatistik: Sp oder GP = absolvierte Spiele; T oder G = erzielte Tore; V oder A = erzielte Assists; Pkt oder Pts = erzielte Scorerpunkte; SM oder PIM = erhaltene Strafminuten; +/− = Plus/Minus-Bilanz; PP = erzielte Überzahltore; SH = erzielte Unterzahltore; GW = erzielte Siegtore; 1 Play-downs/Relegation; Kursiv: Statistik nicht vollständig)